# 小小的家
《小小的家》（日語：小さいおうち）是一部根據日本小說家中島京子的同名文藝小說所改編的2014年日本劇情片，由山田洋次執導，松隆子、黑木華及妻夫木聰主演，於2014年1月25日上映。
該電影在第64屆柏林影展之中，由黑木華獲得最佳女演員銀熊獎。

## 劇情
該電影以1930年代的日本作為背景，以女傭的角度敘述女主人於戰爭爆發前的昭和時期的一場禁忌戀愛，以及女主人的家族從興盛終至因為戰爭導致沒落的辛酸故事。

## 主要演員
- 平井（須賀）時子 - 松隆子[4]
- 布宮多喜 - 黑木華（少女時期）、倍賞千惠子（晩年時期）[4]（粵語配音：郭碧珍）
- 平井雅樹（多喜的現任雇主，玩具公司常務董事） - 片岡孝太郎[4]（粵語配音：黎景全）
- 板倉正治（平井的下屬） - 吉岡秀隆[4]
- 荒井健史（多喜的姪孫） - 妻夫木聰[4]（粵語配音：杜景煜）
- 小中先生（多喜的前任雇主） - 橋爪功
- 小中夫人 - 吉行和子
- 貞子（時子的姐姐） - 室井滋
- 松岡睦子（時子的好友） - 中嶋朋子
- 柳社長（平井的上司，玩具公司社長） - 拉沙爾石井
- 阿金（カネ，帶少女多喜前往東京雇主家的親戚） - 秋竹城
- 花輪和夫（多喜的相親對象） - 笹野高史
- 花輪的姑媽（介紹人） - 松金米子
- 平井恭一（平井夫婦的獨生子） - 秋山聰（幼年時期）、市川福太郎（少年時期）、米倉齊加年（晩年時期）
- 酒舖的老人 - 螢雪次朗
- 治療師（以按摩替恭一治療小兒麻痺的治療師） - 林家正藏
- 荒井軍治（多喜的姪子） - 小林稔侍
- 荒井康子（多喜的姪孫女，健史的姐姐） - 夏川結衣
- 由紀（ユキ，健史的女朋友） - 木村文乃

## 獎項
- 第64屆柏林影展 最佳女演員銀熊獎（黑木華）
- 第38回日本電影金像獎最佳女配角（黑木華）

## 外部連結
- 互联网电影数据库（IMDb）上《小小的家》的资料（英文）